# Pěnčín (okres Prostějov)
Obec Pěnčín se nachází v okrese Prostějov v Olomouckém kraji, patnáct kilometrů severozápadně od Prostějova. Žije zde 755 obyvatel. K roku 2001 měla obec 271 domů. [zdroj⁠?!] Kromě sboru dobrovolných hasičů je zde aktivní myslivecká společnost Hubert Pěnčín.

## Historie
První písemná zmínka o obci pochází z roku 1279. Koncem 15. a začátkem 16. století náležel Pěnčín olomouckému klášteru, později k velkostatku v Laškově.
První škola zde byla postavena kolem roku 1804 a sloužila až do roku 1856. V roce 1862 byla opravena a vyučovalo se zde až do jejího požáru v květnu 1882. Již v září roku následujícího však na jejím místě stála nová budova. V roce 1866 se v obci usadilo pruské vojsko, kterému museli občané poskytovat obživu. Kromě drancování s sebou vojáci přinesli i epidemii pruské cholery, na niž zemřelo 73 obyvatel Pěnčína. V roce 1869 se začala stavět cesta přes obec kopcem Hrachůvkou, která byla dokončena v roce 1891. Roku 1889 pak započala výstavba nové okresní silnice druhé třídy směrem k Čechám.

## Obyvatelstvo

### Struktura
Vývoj počtu obyvatel za celou obec i za jeho jednotlivé části uvádí tabulka níže, ve které se zobrazuje i příslušnost jednotlivých částí k obci či následné odtržení.
| Místní části   | Místní části | 1869 | 1880 | 1890 | 1900 | 1910 | 1921 | 1930 | 1950 | 1961 | 1970 | 1980 | 1991 | 2001 | 2011 |
| -------------- | ------------ | ---- | ---- | ---- | ---- | ---- | ---- | ---- | ---- | ---- | ---- | ---- | ---- | ---- | ---- |
| Počet obyvatel | část Pěnčín  | 822  | 917  | 967  | 1007 | 937  | 963  | 941  | 857  | 846  | 782  | 751  | 728  | 723  | 740  |
| Počet domů     | část Pěnčín  | 114  | 154  | 178  | 183  | 193  | 197  | 210  | 235  | 241  | 236  | 226  | 270  | 270  | 277  |

## Fotogalerie

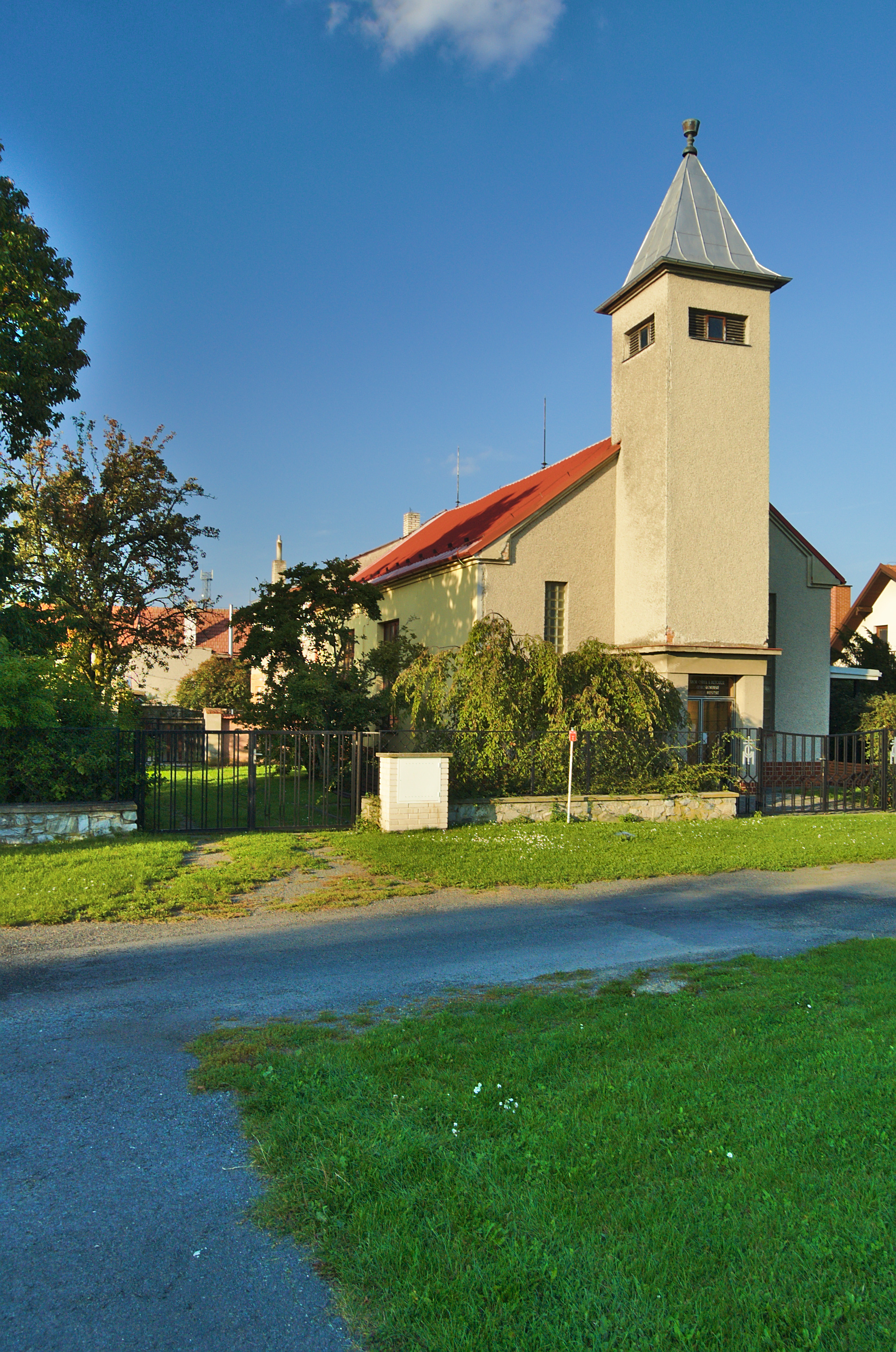
Husitský kostel svatého Cyrila a Metoděje
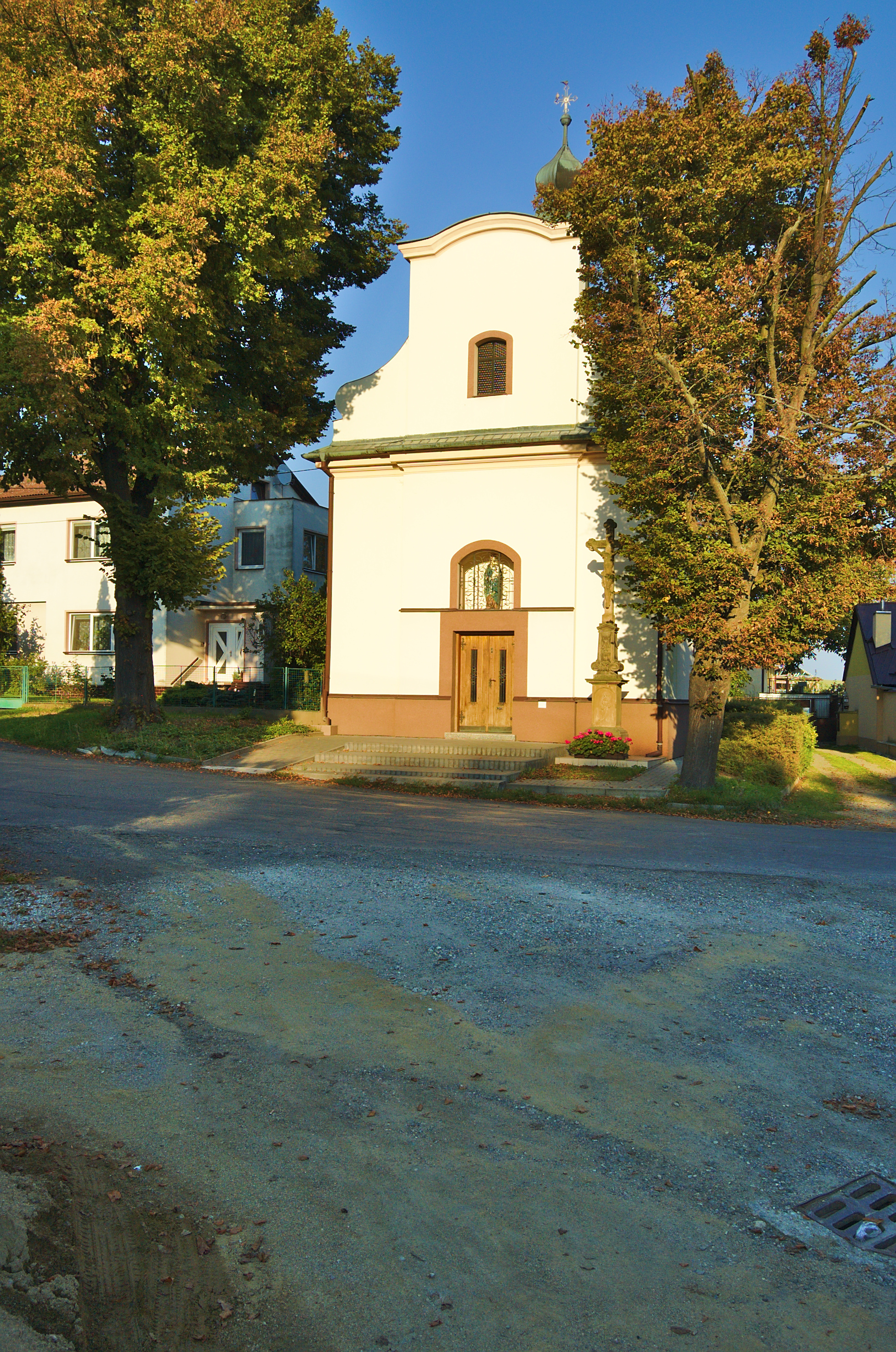
Kaple Navštívení Panny Marie
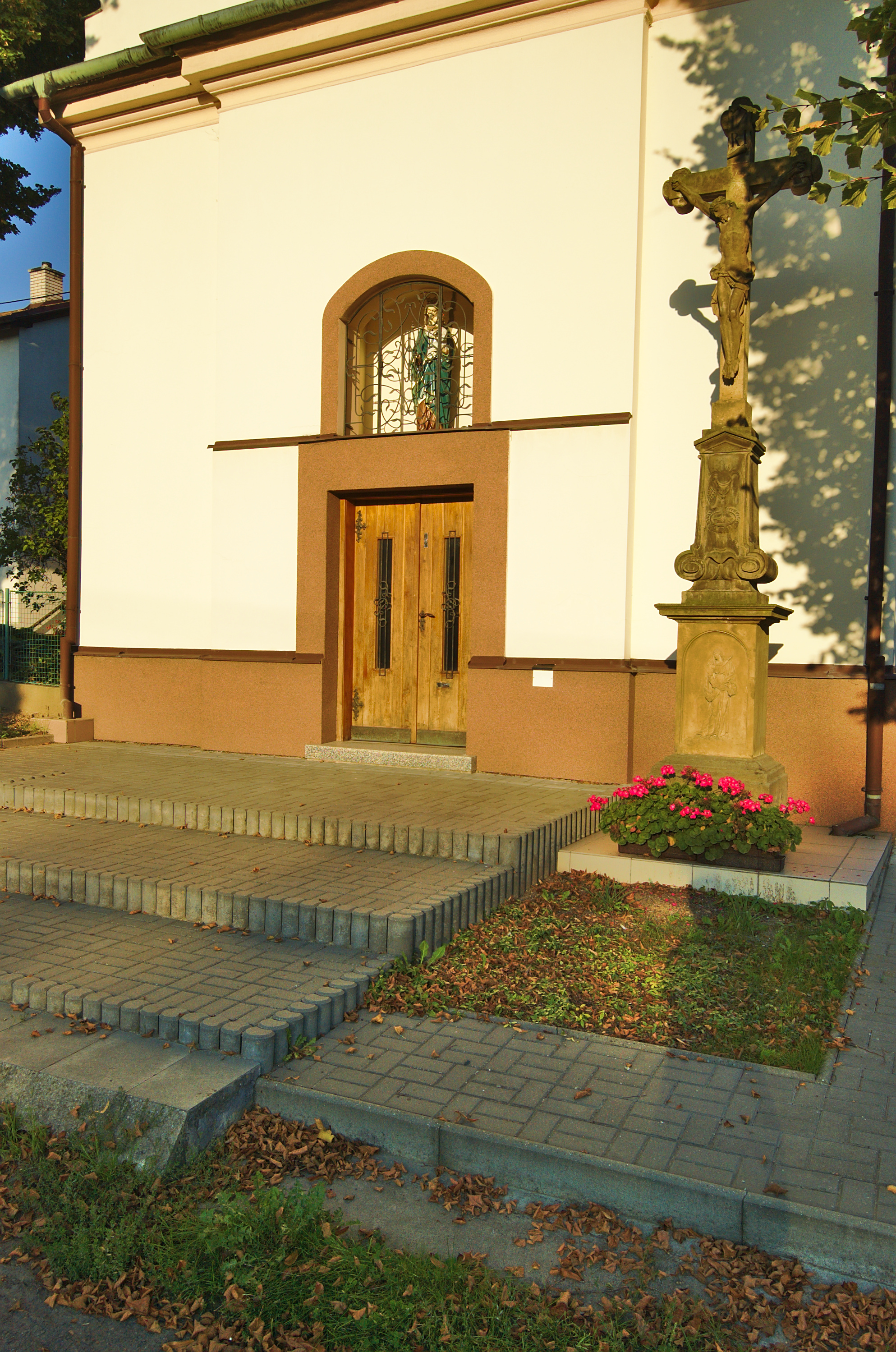
Kříž před kaplí Navštívení Panny Marie
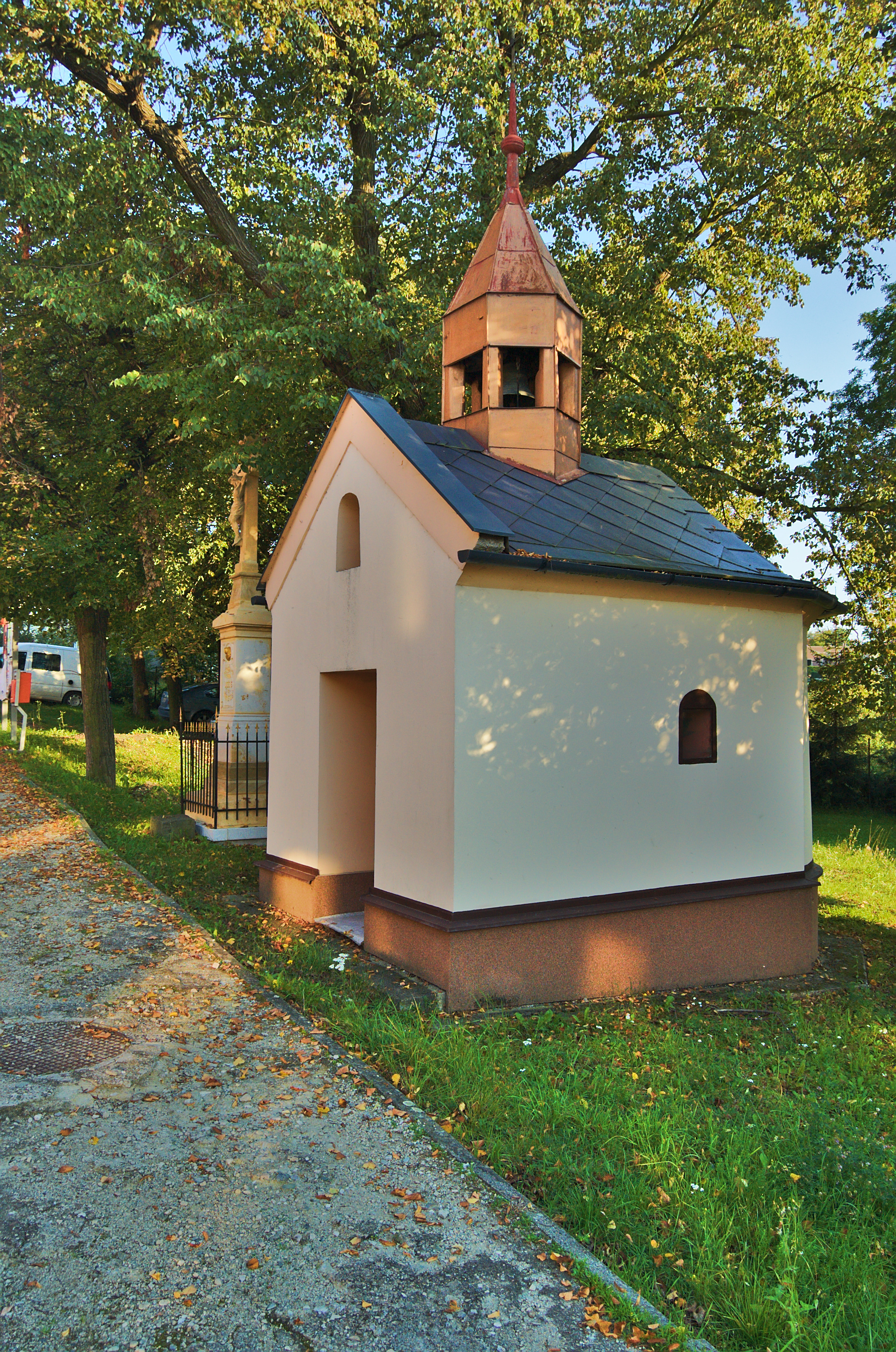
Kaplička a kříž v místní části Zastávka
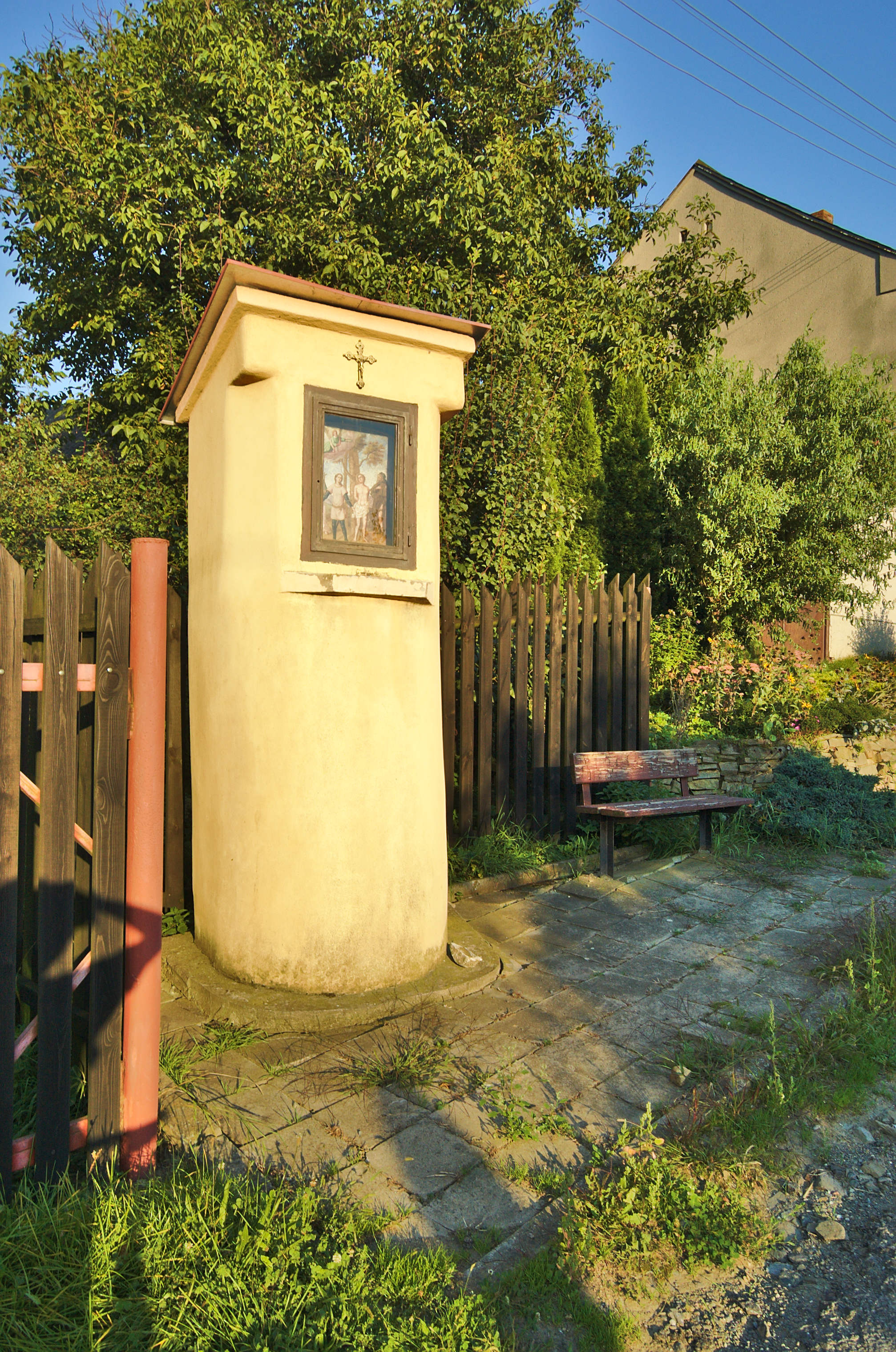
Boží muka v místní části Zastávka